# 三合镇 (龙井市)
三合镇，是中华人民共和国吉林省延边朝鲜族自治州龙井市下辖的一个乡镇级行政单位。

## 行政区划
三合镇下辖以下地区：
三合社区、北兴村、三合村、鹤栖村和富裕村。